# Чекпойнт Чарлі
Чекпойнт Чарлі (англ. Checkpoint Charlie) — один із найвідоміших пунктів перетину кордону між Східним і Західним Берліном під час Холодної війни. Розміщувався на вулиці Фрідріхштрассе, на перетині з Ціммерштрассе, прямо в центрі Берліна, розділеного тоді Берлінською стіною. Офіційною назвою переходу з боку НДР була Ціммерштрассе.

## Загальні відомості

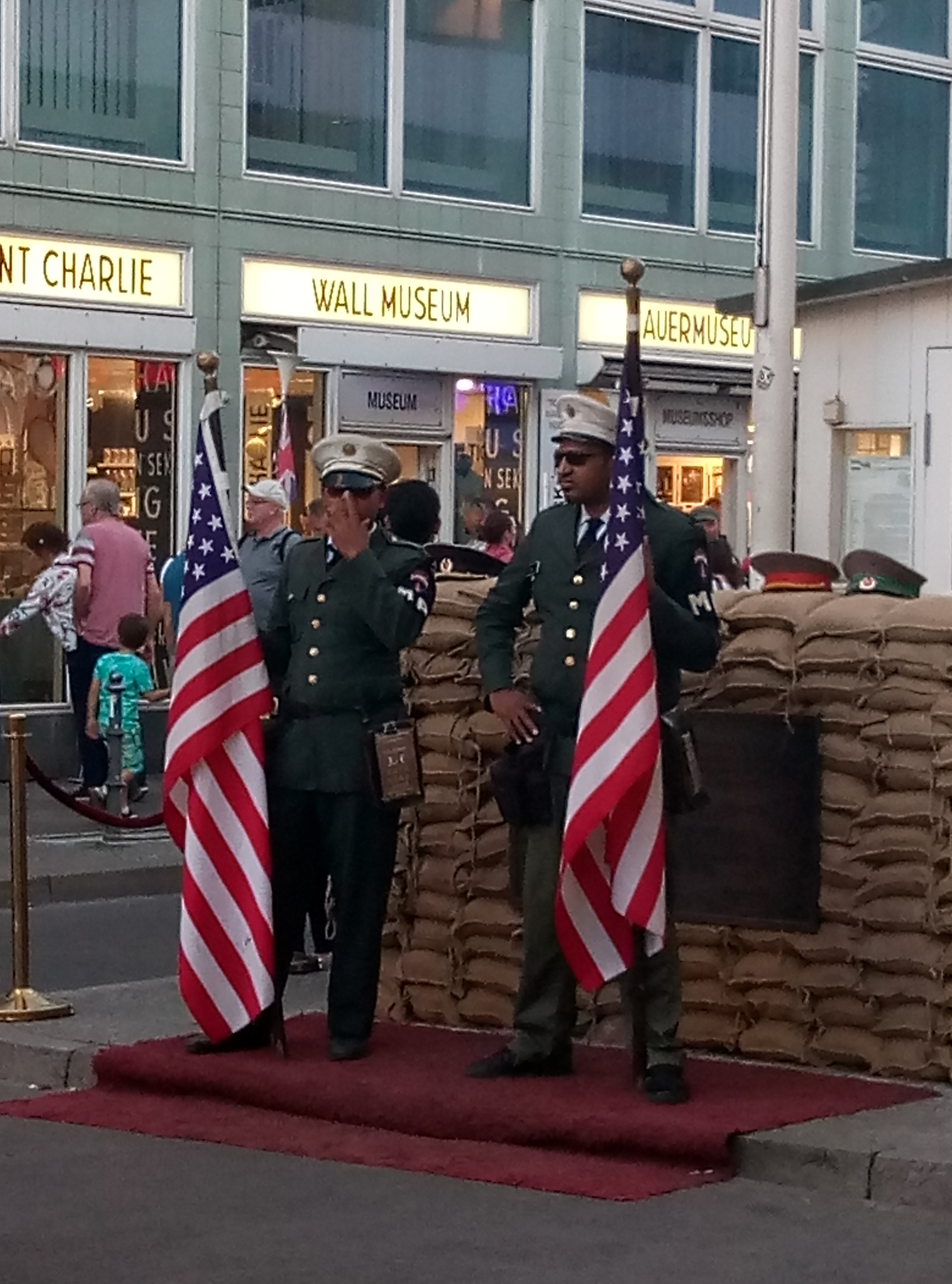
КПП «Чекпойнт-Чарлі» — туристична пам'ятка, 2018

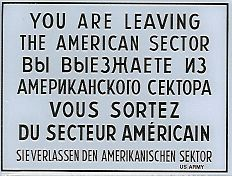
Вивіска на американському КПП «Чекпойнт Чарлі»

На пункті пропуску західні союзники (солдати США, Франції та Великої Британії) не перевіряли всіх при перетині кордону. У західній зоні контролю повідомляли про поїздку до Східного Берліна тільки члени збройних сил західних союзників. На відміну від цього, ретельний контроль усіх, хто перетинав кордон, відбувався на стороні НДР. Відповідно до рішення влади НДР цей пункт перетину був призначений лише для іноземців (не німців) — як звичайних туристів, так і дипломатичного персоналу.
1991 року армія США офіційно покинула «Чекпойнт Чарлі». Нині там існує музей Берлінської стіни і символічний пункт прикордонного контролю — туристична пам'ятка, де кожен охочий може придбати відбиток печатки пункту прикордонного контролю з будь-якої зони окупації.

## У культурі
Чекпойнт Чарлі неодноразово згадувався в різних шпигунських романах періоду холодної війни, як-от:
- «Шпигун, що прийшов з холоду»
- «Бомба для голови»

### Фільми
У фільмі 1983 «Восьминіжка» Джеймс Бонд (у виконанні Роджера Мура) через Чекпойнт Чарлі їде зі Західного Берліна в Східний.
У фільмі 2015 «Агенти А.Н.К.Л.» Наполеон Соло (у виконанні Генрі Кавілла) через Чекпойнт Чарлі також проїжджає зі Західного Берліна у Східний.
У фільмі 2015  «Міст Шпигунів» Фредерік Прайор (у виконанні Уілла Роджерса) доставлений до Чекпойнта Чарлі і відпущений владою НДР безпосередньо перед обміном радянського розвідника Рудольфа Абеля на американського льотчика Френсіса Гері Пауерса.
У фільмі 2017 «Атомна блондинка» КПП Чарлі згадується одним із протагоністів.

### Ігри
Call of Duty: Black Ops є карта Berlin Wall, на якій дії події розгортаються у КПП Чарлі.